# Xenoschesis nitida
Xenoschesis nitida là một loài tò vò trong họ Ichneumonidae.